# Eduardo Nava Bolaños
Eduardo Tomás Nava Bolaños (n. Contepec, Michoacán, 21 de diciembre de 1952-f. Santiago de Querétaro, 12 de marzo de 2021). Fue un político mexicano, miembro del Partido Acción Nacional, fue Senador por Querétaro de 1 de septiembre de 2006 al 31 de agosto de 2012
Eduardo Nava Bolaños era Médico Veterinario Zootecnista por la Universidad Nacional Autónoma de México, ha sido Diputado al Congreso de Querétaro de 1997 a 2000, Director de Desarrollo Social en San Juan del Río de 2000 a 2002, Subdelegado de la Secretaría de Agricultura, Ganadería, Desarrollo Rural, Pesca y Alimentación en Michoacán, Morelos y Tlaxcala de 2002 a 2003, Secretario de Desarrollo Social de Corregidora, Querétaro y Delegado del Registro Agrario Nacional en 2004.
En 2006 fue elegido Senador por Querétaro para el periodo que concluyó en 2012.